# Nicușor Halici
Nicușor Halici (n. 25 octombrie 1977

, Panciu, Vrancea, România) este un deputat român, ales în 2016. 